# 羅斯托夫國立交通大學
羅斯托夫國立交通大學（俄文：Ростовский государственный университет путей сообщения）是俄羅斯頓河畔羅斯托夫市的一所大學。 隸屬於俄羅斯聯邦交通部和聯邦鐵路運輸局及其南方局。

## 学术研究
羅斯托夫國立交通大學於1929年5月30日根據蘇聯交通路線人民委員部的決定成立。 最初名稱為「交通機械學院」（俄文：Механический институт транспорта），1929年7月12日更名為羅斯托夫鐵路工程師學院（俄文：Ростовский институт инженеров путей сообщения）。
1929 年 10 月 1 日，鐵路、水運和道路工程三個學院的 292 名學生開始上課。 羅斯托夫鐵路工程師學院已成為俄羅斯、亞美尼亞、亞塞拜然和喬治亞運輸人員培訓的南方前哨基地。
1934年12月29日，該學院改制為鐵路高等教育機構，名為羅斯托夫鐵路運輸工程師學院（俄文：Ростовский институт инженеров железнодорожного транспорта）。 創建了兩個新系所—「機車」和「貨車」。 建立了訓練、實驗室和生產基地。
第二次世界大戰期間，學院的許多教職員工和學生奔赴前線，保衛自己的祖國和世界免受納粹德國的攻擊。 1942年，該學院遷至第比利斯，繼續培訓鐵路運輸專家並進行科學研究。 1944 年 8 月，該研究所返回頓河畔羅斯托夫。 二戰期間，該所的物質技術基礎幾乎被完全摧毀。 在研究所恢復期間，出現了新的系所、部門、實驗室、辦公室、教育和生產場所。
第二次世界大戰結束後，蘇聯開始以柴油機車和電力機車牽引取代蒸汽機車牽引。 該學院是最早開始培訓內燃機車工程師的學院之一。
1993年，該學院更名為羅斯托夫國立交通大學。 2007年，罗斯托夫铁路运输学院、伏尔加格勒铁路运输学院、弗拉季高加索铁路运输学院、以伊万·弗拉基米罗维奇·科瓦列夫命名的利斯金斯基铁路运输学院和季霍列茨基铁路运输学院加入罗斯托夫国立交通大学。2017年，沃罗涅日铁路运输学院并入罗斯托夫国立交通大学。
2019年，羅斯托夫國立交通大學慶祝成立90週年。 成立多年以來，該大學已為國家經濟的運輸和其他部門培養了超過 20 萬名專家。
現在羅斯托夫國立交通大學是一所動態發展的大型交通教育綜合體。 該大學在俄羅斯交通大學排名中名列前茅。 羅斯托夫國立交通大學積極參與羅斯托夫州的社會、科學和文化生活。

## 教學單位[4]
- 築路機械學院
- 土木工程學院
- 交通管理學院
- 機電學院
- 動力工程學院
- 管理信息技术学院
- 人文學院
- 經濟管理法學院

## 基礎設施
該大學擁有：

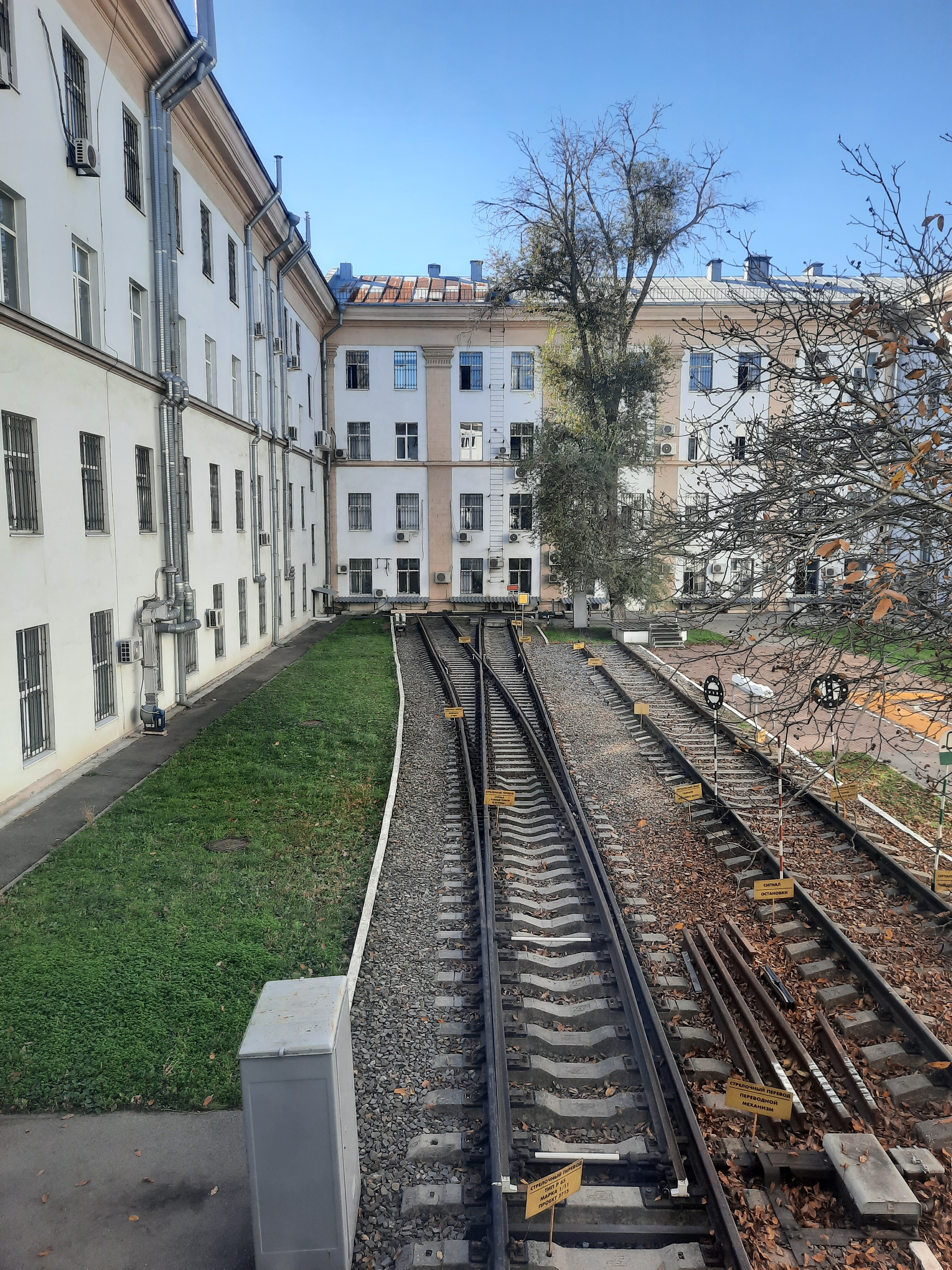
羅斯托夫國立交通大學校園庭院中用於實踐訓練的一段鐵路

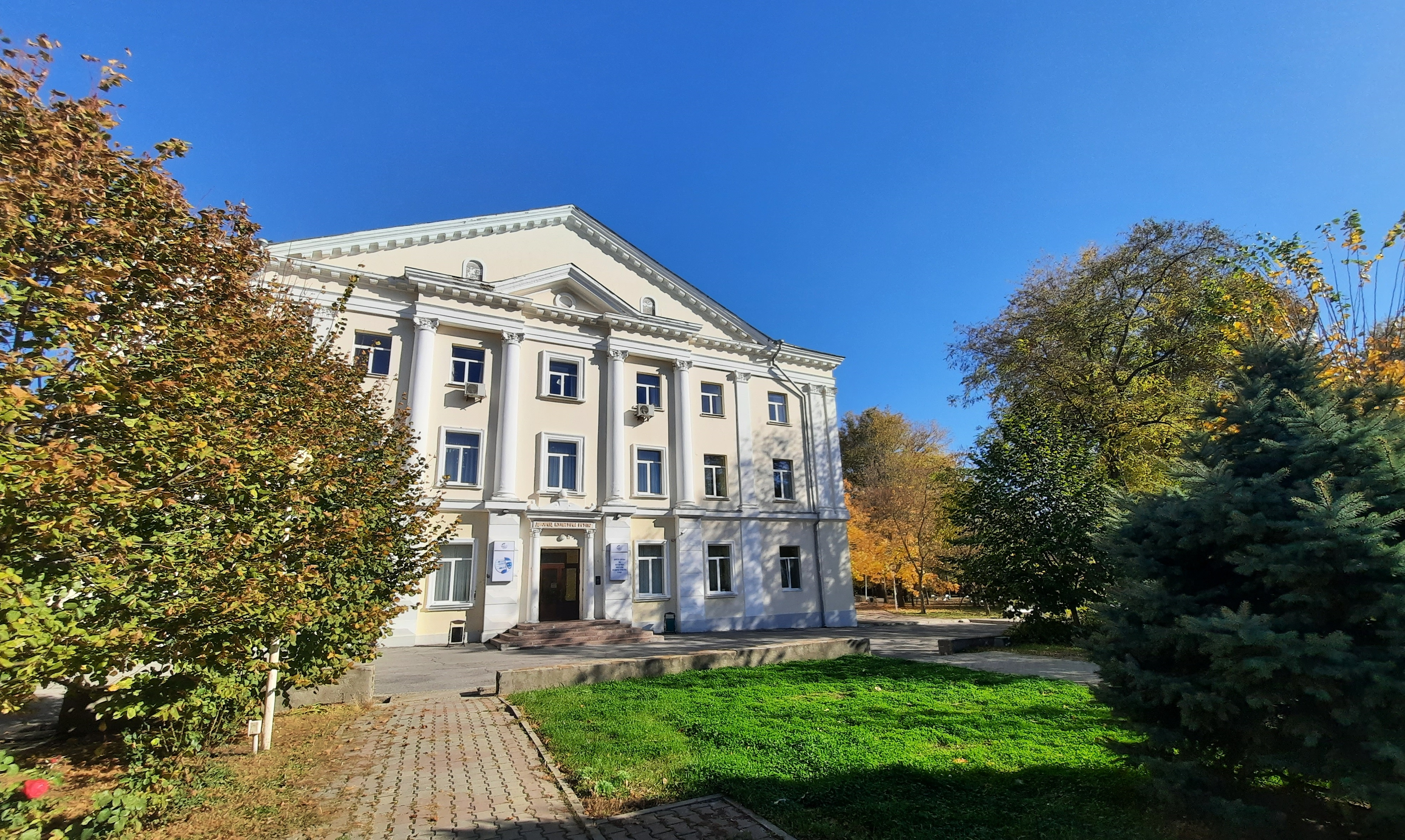
羅斯托夫國立交通大學文化宮

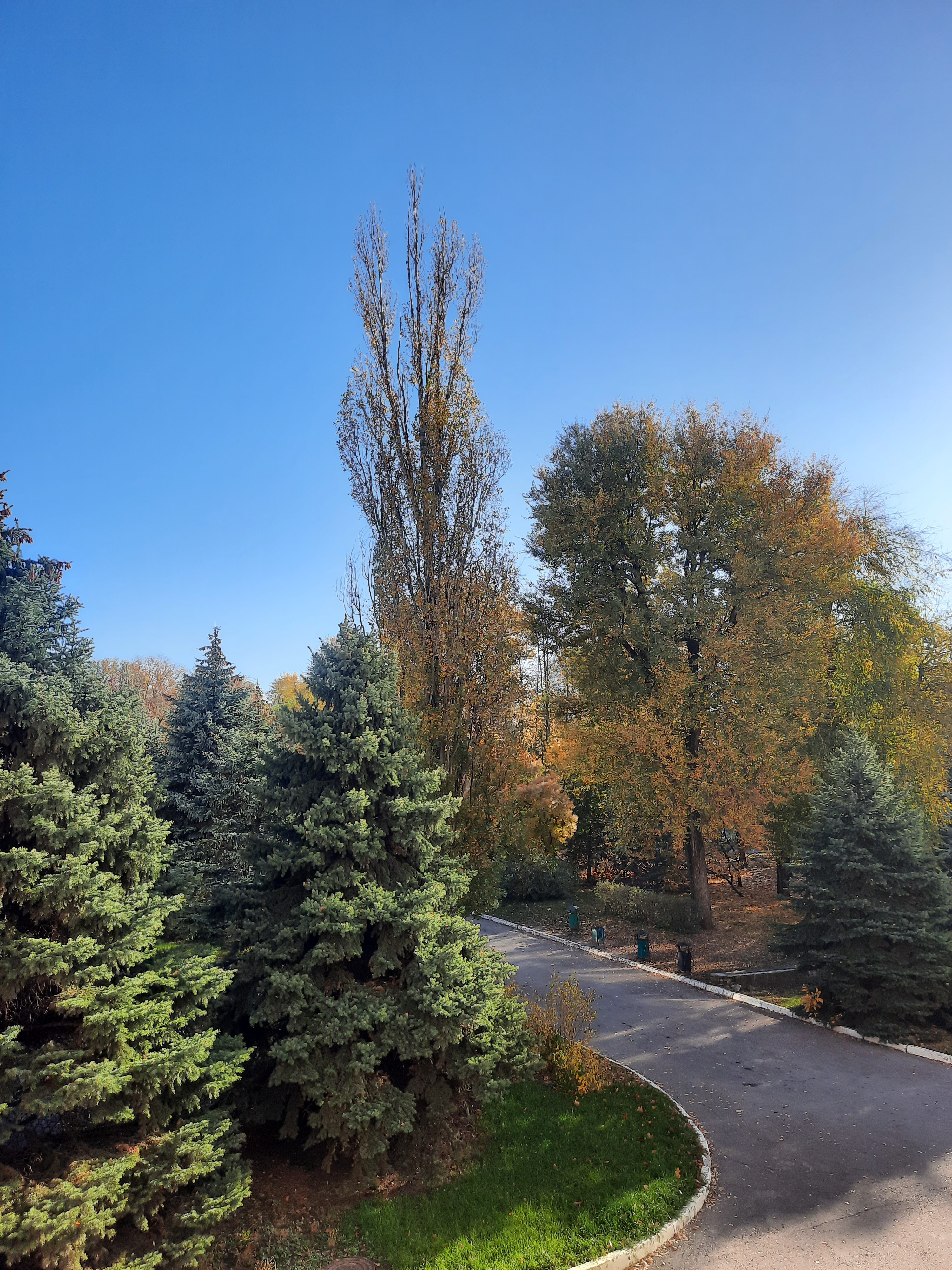
羅斯托夫國立交通大學花園廣場

- 佔地20多公頃的學生小鎮，擁有花園廣場、院內實習實踐鐵路一段、教育研究設施
- 行政大樓
- 文化宮，是學校文化節慶活動的中心
- 諮詢診斷診所
- 三栋学生宿舍[5]

### 體育基礎設施
- 環球體育場
- 迷你足球場
- 泳池
- 可以打排球和籃球的遊戲室
- 練習各種摔角的大廳
- 舉重館
- 乒乓球室
- 國際象棋俱樂部[6]